# ResearcherID
ResearcherID – глобальний міждисциплінарний реєстр унікальних ідентифікаторів вчених від Thomson Reuters. Пізніше сервіс став власністю Clarivate Analytics.
ResearcherID дозволяє:
- Створити профіль вченого (з поєднанням різних варіантів написання прізвища латиницею).
- Сформувати перелік власних публікацій (як проіндексованих у Web of Science™ Core of Science, так і тих, що не увійшли до неї).
- Визначити власні наукометричні показники (індекс цитованості, індекс Гірша).
- Асоціювати свій профіль з ORCID[2].
- Здійснювати пошук вчених (груп) за темою досліджень та створювати запрошення до співпраці.
- Доступна інтеграція з популярною системою управління бібліографічною інформацією EndNote.

Система була запроваджена в січні 2008 року компанією Thomson Reuters.
Цей унікальний ідентифікатор спрямований на вирішення проблеми ідентифікації автора. У наукових публікаціях часто вказують ім'я, прізвище та ініціали авторів статті. Іноді, однак, існують автори з тим же ім'ям, з тими ж ініціалами, або надруковане в журналі ім’я може містити помилку, що призводять до кількох варіантів написань імені одного автора, або однакового написання імені і прізвища різних авторів.
На вебсайті бази даних автори мають можливість самостійно пов'язати свої свої статті з власним профілем. Завдяки цьому, зокрема, вони також можуть зберігати свій список публікацій в актуальному стані та в режимі онлайн. Таким чином, можна створити вичерпний перелік доробку автора, оскільки не всі публікації індексуються у базі даних Web of Science. 
Комбіноване використання ResearcherID  і  Цифрового ідентифікатора об'єкта дослідником дозволяє отримати унікальну асоціацію авторів і наукових статей. ResearcherID можна використовувати для зв'язування дослідників із зареєстрованими клінічними випробуваннями, або пошуку колег та співробітників в певній галузі досліджень.
ResearcherID критикують за те, що він є комерційним інструментом і належить приватній компанії, водночас відмічають, що він являє собою ініціативу, "призначену для вирішення поширеної проблеми неправильної ідентифікації авторів" .
Між ORCID та ResearcherID є можливість синхронізувати дані профілю та переліки публікацій.